# Denis Kramar
Denis Kramar (* 7. November 1991 in Murska Sobota) ist ein slowenischer Fußballspieler.

## Karriere

### Verein
Kramar begann seine Karriere beim NK Celje. Zur Saison 2009/10 wechselte er in die Jugend des NK Rudar Velenje. Im Oktober 2009 stand er gegen den FC Koper erstmals im Kader der Profis. Im November 2009 debütierte er für Velenje in der 1. SNL, als er am 17. Spieltag jener Saison gegen Interblock Ljubljana in der 65. Minute für Aleš Jeseničnik eingewechselt wurde. Bis Saisonende kam er zu zwei Einsätzen.
In der Saison 2010/11 spielte er für den NK Šmartno in der 2. SNL, zudem stand er mehrmals einsatzlos im Kader von Velenje. In der Saison 2011/12 spielte er ebenfalls zunächst wieder für Šmartno, ehe er im September 2011 zum ND Mura 05 wechselte. In seinen eineinhalb Jahren bei Mura kam er zu 27 Ligaeinsätzen, in denen er ein Tor erzielte. 2011 spielte er zudem einmal für den Drittligisten NK Ljutomer.
Im März 2013 wechselte Kramar nach Polen zu Widzew Łódź. Für Łódź kam er zu drei Einsätzen in der Ekstraklasa. Zur Saison 2013/14 wechselte er nach Zypern zu Enosis Neon Paralimni. Für den Verein kam er jedoch zu keinem Einsatz. Daraufhin wechselte er im Januar 2014 nach Spanien zur drittklassigen Zweitmannschaft des FC Getafe. In seinem Jahr in Spanien kam er zu 13 Einsätzen für Getafe B in der Segunda División B.
Im Februar 2015 wechselte Kramar nach Australien zu Perth Glory. Bis Saisonende kam er zu sechs Einsätzen in der A-League, in denen er ein Tor erzielte. Im Januar 2016 wechselte er nach Bosnien und Herzegowina zum FK Sarajevo. Für Sarajevo absolvierte er bis zum Ende der Saison 2015/16 fünf Spiele in der Premijer Liga.
Im August 2016 wechselte er nach Island zu UMF Víkingur. Für Víkingur kam er zu acht Einsätzen in der Pepsideild. Zur Saison 2017/18 schloss er sich dem österreichischen Viertligisten FC Bad Radkersburg an. Für Radkersburg kam er zu 26 Einsätzen in der Landesliga, in denen er drei Tore erzielte. Zur Saison 2018/19 wechselte er zum Regionalligisten SC Weiz. Für Weiz absolvierte er ebenfalls 26 Spiele in der Regionalliga.
Zur Saison 2019/20 wechselte er zum Zweitligisten SV Lafnitz. Ohne einen Einsatz für Lafnitz kehrte er im Februar 2020 nach Slowenien zurück und wechselte zum Zweitligisten ND Beltinci. Für Beltinci kam er allerdings auch zu keinem Einsatz. Zur Saison 2020/21 kehrte er nach Weiz zurück. Für Weiz kam er in zweieinhalb Jahren zu 38 Regionalligaeinsätzen.
Im Januar 2023 schloss Kramar sich dem sechstklassigen SV Feldbach an.

### Nationalmannschaft
Kramar absolvierte 2007 vier Spiele für die slowenische U-16-Auswahl.